# Пирогов, Алексей Степанович
Алексе́й Степа́нович Пирого́в (театральный псевдоним Пирогов-Окский) (8 [20] февраля 1895, с. Новосёлки, Рязанский уезд, Рязанская губерния — 2 августа 1978, с. Ерахтур, Шиловский район, Рязанская область) — русский советский оперный певец (бас), актёр и вокальный педагог. Представитель знаменитой певческой династии Пироговых.

## Биография
Родился в селе Новосёлки Рязанского уезда Рязанской губернии (впоследствии Новосёлки Рыбновского района Рязанской области). В архивных документах датой его рождения указана 11 (23) февраля 1895 год: 1895 года февраля 11-го — рождение; 12-го — крещение; родители — села Новосёлок крестьянин Стефан Иванов Пирогов и законная жена его Марфа Неофитова оба православного вероисповедания; восприемники — села Новосёлок крестьянин Андрей Евсигнеев Рындин и деревни Панова крестьянка Наталия Иванова Коршунова. Таинство крещения совершил священник Константин Скворцов с псаломщиком Василием Лебедевым.
В конце 1890-х годов его отец, Степан Иванович Пирогов, переселился с семьёй в Рязань.
Пирогов учился в Рязанском духовном училище, а затем поступил в частную мужскую гимназию Н. Н. Зелятрова. Ещё в гимназии полюбил театр, охотно участвовал в самодеятельных спектаклях. В 1915 году выдержал экзамены на вокальное отделение Музыкально-драматического училища Московского филармонического общества. Одновременно поступает на историко — филологический факультет Московского университета.
В 1916 году окончил школу прапорщиков (Русская императорская армия) и был отправлен на Восточный фронт Первой мировой войны. В январе 1917 года был контужен, долго лечился в госпиталях. Во время войны получил чин поручика и боевой орден. Октябрьская революция привела к развалу восточного фронта. Приехал в Рязань, где почти сразу же вместе с другими офицерами бывшей императорской армии был арестован Рязанской губернской ВЧК. Многие были расстреляны. Алексей Степанович Пирогов оказался в числе уцелевших. Возможно, потому, что сказалось крестьянское происхождение, возможно, вмешался брат Пирогов Григорий Степанович, в то время уже известный певец. Начинает создаваться Рабоче-крестьянская Красная армия. Как военного специалиста его мобилизуют и посылают в Приволжский военный округ на должность начальника административно-мобилизационного отдела Казанского укрепрайона. Знакомится со своей будущей женой Александрой Константиновной Бряхиной, работавшей там машинисткой. Она — дочь нижегородского станового пристава из старинного боярского рода Бряхиных, выпускница классической гимназии в Нижнем Новгороде. В 1920 году он командует отдельным батальоном особого назначения а позже служит в полевом штабе Реввоенсовета республики в оперативном управлении, которым руководит будущий Маршал Советского Союза Шапошников Борис Михайлович.
После демобилизации из армии продолжает учёбу: 1921—1923 годы Драматическая студия имени Ф. И. Шаляпина; в 1923 году — Музыкальная студия МХТ, руководил которой Немирович-Данченко Владимир Иванович. В 1923—1924 годах Алексей Степанович солист Ташкентского оперного театра а в 1925—1926 годах Киевского оперного театра.
В 1926—1931 годах выступает на сценах оперных театров Свердловска, Новосибирска. С 1931 года и до ухода на пенсию в 1948 году солист ГАБТ.
С 1948 года работал в художественной самодеятельности. Был председателем экзаменационных комиссий музыкальных училищ в Горьком, Ростове-на-Дону, Рязани.
На протяжении нескольких десятилетий Остров Медвежья Голова на Оке (Шиловский район, Рязанская область) занимал особое место в жизни Алексея Степановича. Он и его брат Пирогов Александр Степанович проводили там свой отдых. По их приглашению на острове бывали многие выдающиеся деятели культуры и науки: народная артистка СССР Обухова Надежда Андреевна; народный артист СССР Иванов Алексей Петрович (оперный певец); народный художник СССР Федоровский Фёдор Фёдорович; хирург, академик Петров Борис Александрович; учёный-зоолог Гептнер Владимир Георгиевич; хирург, профессор Фриновский Вячеслав Сергеевич; авиаинженер Мирзоев Сулейман Аскерович и другие.
Умер Алексей Степанович 2 августа 1978 года от последствий перенесённого инсульта в больнице села Ерахтур Шиловского района Рязанской области. Местом отпевания его в Москве был Храм Воскресения Словущего на Успенском Вражке (Брюсов переулок). Через год, соответственно завещанию, урна с его прахом была привезена на Остров Медвежья Голова на Оке (Шиловский район, Рязанская область) и там захоронена.

## Семья
- Жена — Пирогова Александра Константиновна (умерла 28 июля 1996 года)[6].
- Сын — Пирогов Ярослав Алексеевич (13 июня 1927 — 20 июня 2015). Юрист-международник. Журналист, краевед[13].
- Братья: Пирогов Григорий Степанович (1885—1931), оперный певец; Пирогов Михаил Степанович (1887—1933), протодиакон; Пирогов Александр Степанович (1899—1964), оперный певец.

## Творчество
В Драматической студии имени Ф. И. Шаляпина учителем Алексея Степановича Пирогова был Леонидов Леонид Миронович. Одновременно с ним в студии проходили курс обучения драматическому искусству Симонов Рубен Николаевич и Астангов Михаил Фёдорович. В спектакле «Гроза» А. Н. Островского, который поставил в студии Леонидов Леонид Миронович, Алексей Степанович сыграл роль Дикого. В это же время в Театре революционной сатиры режиссёр Гардин Владимир Ростиславович поставил спектакль «Железная пята» по роману Джека Лондона. В спектакле были заняты Леонидов Леонид Миронович, Пудовкин Всеволод Илларионович, Преображенская Ольга Иосифовна. Алексей Пирогов в этом спектакле исполнял роль рабочего Эвергарда. Другая роль этого периода — Лобрэ в спектакле по пьесе австрийского драматурга Артура Шницлера «Зеленый попугай». Как чтец-декламатор участвовал в смешанных концертах, где пели Пирогов Григорий Степанович и Шаляпин Фёдор Иванович.
Снимался в первых советских кинофильмах. Самой значительной его работой стала роль советского комиссара Галинского в картине «Крест и маузер», режиссёром-постановщиком которого был Гардин Владимир Ростиславович.
Совершенствовать вокальное мастерство ему помогал брат Пирогов Григорий Степанович.

Весной 1923 года после успешных проб Алексей Степанович был принят в состав труппы оперного театра Ташкента. В 1923—1924 годах — солист Ташкентского оперного театра, в 1925—1926 пел в Киевском оперном театре. На протяжении нескольких сезонов выступал на сценах оперных театров Свердловска, Новосибирска, работал в Московской передвижной опере. Осенью 1931 года Алексей Степанович Пирогов, после дебюта в партии Нилаканты, был принят артистом Большого театра. За семнадцать лет работы в Большом театре (Оперная труппа Большого театра с 1931 по 1948 год) Алексей Степанович Пирогов участвовал не в одной сотне спектаклей. Только партию Ивана Грозного он спел свыше пятидесяти раз, и это при том, что в числе её исполнителей были и такие маститые, как Пирогов Александр Степанович и Рейзен Марк Осипович. И в этот период он много ездил по стране, выступая в оперных спектаклях и концертах. Пел в Поволжье, на Урале, в Сибири, на Украине. В 1948 году как камерный певец выступал с сольными концертами, в частности Дом учёных (Москва). На протяжении десятков лет возглавлял оперную студию вечерней музыкальной школы № 7 имени И. О. Дунаевского, а затем, несмотря на преклонный возраст, Народную певческую школу при ЦДРИ (Центральный дом работников искусств) СССР, основанную на базе художественной самодеятельности.

### Актёрские работы в кино
- Советский комиссар Галинский — «Крест и маузер». Производство «Госкино». 1925 год.

### Актёрские работы в драматическом театре
- Дикой — «Гроза (пьеса)» А. Н. Островского. Драматическая студия имени Ф. И. Шаляпина. Москва.
- Рабочий Эвергард — «Железная пята» по роману Дж. Лондона. Театр революционной сатиры. Москва.
- Лобрэ — «Зелёный попугай» Артура Шницлера. Театр революционной сатиры. Москва.

### Оперный репертуар

#### Оперные театры Ташкента, Киева, Свердловска, Новосибирска[18]
- Борис, Пимен и Варлаам — «Борис Годунов» М. П. Мусоргского;
- Рамфис — «Аида» Дж. Верди;
- Старый слуга — «Демон (опера)» А. Г. Рубинштейна:
- Свенгали — «Трильби» Ю. А. Юрасовского;
- Мельник — «Русалка» А. С. Даргомыжского;
- Собакин — «Царская невеста» Н. А. Римского-Корсакова;
- Гремин — «Евгений Онегин» П. И. Чайковского;
- Томский — «Пиковая дама» П. И. Чайковского;
- Иван Хованский — «Хованщина» М. П. Мусоргского;
- Мефистофель — «Фауст» Ш. Гуно;
- Дон Базилио — «Севильский цирюльник» Дж. Россини;
- Нилаканта — «Лакме» Л. Делиба;
- Сен-Бри — «Гугеноты» Дж. Мейербера.

#### Государственный академический Большой театр Союза ССР[19]
- Митька — «Тихий Дон» И. И. Дзержинского;
- Илья — «Вражья сила» А. Н. Серова;
- Досифей — «Хованщина» М. П. Мусоргского;
- Орлик — «Мазепа» П. И. Чайковского;
- Дубровский — «Дубровский» Э. Ф. Направника;
- Рамфис — «Аида» Дж. Верди;
- Мельник — «Русалка» А. С. Даргомыжского;
- Половцев — «Поднятая целина» И. И. Дзержинского;
- Галицкий — «Князь Игорь» А. П. Бородина;
- Свенгали — «Трильби» Ю. А. Юрасовского;
- Тимур — «Турандот» Дж. Пуччини;
- Нилаканта — «Лакме» Л. Делиба;
- Додон — «Золотой петушок» Н. А. Римского-Корсакова;
- Грозный — «Псковитянка» Н. А. Римского-Корсакова;
- Чуб — «Черевички» П. И. Чайковского.

## Награды
- 1948 — «Орден Красной Звезды»

## Память
Село Новосёлки (Рыбновский район) Рязанской области. «Дом-музей Пироговых». Муниципальное учреждение культуры.